# Райдервуд (Вашингтон)
Райдервуд (англ. Ryderwood) — переписна місцевість (CDP) в США, в окрузі Коуліц штату Вашингтон. Населення — 383 особи (2020).

## Географія
Райдервуд розташований за координатами 46°22′30″ пн. ш. 123°2′39″ зх. д. / 46.37500° пн. ш. 123.04417° зх. д. (46.374868, -123.044179).  За даними Бюро перепису населення США в 2010 році переписна місцевість мала площу 0,42 км², уся площа — суходіл.

## Демографія
Згідно з переписом 2010 року, у переписній місцевості мешкало 395 осіб у 221 домогосподарстві у складі 134 родин. Густота населення становила 949 осіб/км².  Було 266 помешкань (639/км²).
Расовий склад населення:
| - 97,5 % — білих - 1,3 % — корінних американців - 0,3 % — чорних або афроамериканців |

До двох чи більше рас належало 0,8 %. Частка іспаномовних становила 0,8 % від усіх жителів.
За віковим діапазоном населення розподілялося таким чином: 2,5 % — особи молодші 18 років, 27,6 % — особи у віці 18—64 років, 69,9 % — особи у віці 65 років та старші. Медіана віку мешканця становила 68,7 року. На 100 осіб жіночої статі у переписній місцевості припадало 82,9 чоловіків;  на 100 жінок у віці від 18 років та старших — 84,2 чоловіків також старших 18 років.
Середній дохід на одне домашнє господарство  становив 47 404 долари США (медіана — 42 778), а середній дохід на одну сім'ю — 49 691 долар (медіана — 50 417). 
Цивільне працевлаштоване населення становило 22 особи. Основні галузі зайнятості: науковці, спеціалісти, менеджери — 63,6 %, роздрібна торгівля — 36,4 %.